# Albert (Einheit)
Das Albert (Einheitenzeichen: Alb), benannt nach dem Vornamen des deutschen Physikers Albert Einstein, ist eine von Roger A. Lewis 1985 eingeführte Einheit der Photosynthetisch aktiven Strahlung.
1 Alb = 10−6 Einstein/m² s